# Équipe de Thaïlande de hockey sur gazon
Maillots
L'Équipe de Thaïlande de hockey sur gazon représente la Thaïlande dans les compétitions internationales masculines de hockey sur gazon. En septembre 2019, la Thaïlande est classée 40e au classement mondial.

## Histoire dans les tournois

### Jeux asiatiques
- 1966 - 8e place
- 1970 - 8e place
- 1994 - 8e place
- 1986 - 9e place
- 1998 - 10e place
- 2018 - 9e place

### Coupe d'Asie
- 1994 - 8e place
- 2007 - 11e place

### Ligue mondiale
- 2012-2013 - 1er tour
- 2014-2015 - 1er tour
- 2016-2017 - 1er tour

### Hockey Series
- 2018-2019 - Open

### Coupe AHF
- 2008 - 8e
- 2012 - 7e
- 2016 - 6e
- 2022 - Qualifié

## Composition
L'effectif suivant de la Thaïlande pour la Coupe AHF 2022.
Entraîneur :  Kim Kyung Soo
| Numéro | Joueur                  | Date de naissance | Âge | Sélections |
| ------ | ----------------------- | ----------------- | --- | ---------- |
| 1      | Thawin Phomjunt (GB)    | 7 juillet 2007    | 14  | 0          |
| 2      | Theerachai Sansamran    | 3 octobre 1999    | 22  | 21         |
| 3      | Veerachai Juithonglang  | 14 octobre 2004   | 17  | 0          |
| 5      | Kritsada Chueamkaew     | 17 mai 2004       | 17  | 0          |
| 6      | Sadakorn Vimuttanon (C) | 12 mai 1985       | 36  | 38         |
| 9      | Worawut Kaeochiangwang  | 4 mars 2005       | 17  | 0          |
| 10     | Kritsana Phumee         | 12 janvier 2005   | 17  | 0          |
| 12     | Singha Puttasem         | 13 août 2003      | 18  | 0          |
| 14     | Choedpong Wongjan       | 24 juin 2003      | 18  | 0          |
| 15     | Chutiphong Samoena      | 16 novembre 2004  | 17  | 0          |
| 17     | Tanwa Yongthong         | 12 décembre 1996  | 25  | 11         |
| 18     | Wistawas Phosawang (GB) | 6 août 2002       | 19  | 0          |
| 20     | Borirak Harapan         | 15 janvier 1997   | 25  | 29         |
| 22     | Chanachol Rungniyom     | 9 novembre 2001   | 20  | 0          |
| 24     | Wirawat Singthong       | 24 mars 1997      | 24  | 30         |
| 26     | Thanakrit Boon-Art      | 25 mars 1996      | 25  | 42         |
| 29     | Tanakit Juntakian       | 29 janvier 1996   | 26  | 34         |
| 32     | Chatphisit Yaemnaisit   | 30 mai 2003       | 18  | 0          |